# Isikava Naohiro
Isikava Naohiro (Jokoszuka, 1981. május 12. –) japán válogatott labdarúgó.
A japán U23-as válogatott tagjaként részt vett a 2004. évi nyári olimpiai játékokon.

## Statisztika
| Japán válogatott | Japán válogatott | Japán válogatott |
| Időszak          | Mérk.            | gól              |
| ---------------- | ---------------- | ---------------- |
| 2003             | 1                | 0                |
| 2004             | 1                | 0                |
| 2005             | 0                | 0                |
| 2006             | 0                | 0                |
| 2007             | 0                | 0                |
| 2008             | 0                | 0                |
| 2009             | 2                | 0                |
| 2010             | 1                | 0                |
| 2011             | 0                | 0                |
| 2012             | 1                | 0                |
| Összesen         | 6                | 0                |